# 베를린-호엔쇤하우젠 기념관
베를린-호엔쇤하우젠 기념관(독일어: Gedenkstätte Berlin-Hohenschönhausen)은 독일 베를린에 있는 박물관 겸 기념관이다. 동독 국가보안부 중앙구치소 터에 위치해 있다. 동독 반대파를 포함한 정치범들이 그곳에 투옥되어 신체적, 정신적 고문을 받았다.
동독의 다른 많은 정부 및 군사 기관과 달리, 호엔쇤하우젠 교도소는 베를린 장벽이 무너진 후 시위대에 의해 습격당하지 않아 교도소 당국이 교도소의 기능과 역사에 대한 증거를 파괴할 수 있었다. 이 때문에 오늘날 교도소의 기능에 대한 지식은 주로 목격자 진술과 다른 동독 기관에서 얻은 문서에서 의존하고 있다.

## 기념관
호엔쇤하우젠 기념관은 1990년대 초에 전 수감자들에 의해 설립되었다. 이 교도소는 1992년에 역사 유적지로 지정되었고 1994년에 개관하였다. 이 기념관은 독일 연방 정부와 베를린 주 정부에서 동일하게 자금을 지원받는다.
연중무휴로 운영되며, 11:00~15:00(주말 10:00~16:00) 사이에 시간당 독일어 가이드 투어가 제공된다. 영어 가이드 투어는 일부 공휴일을 제외하고 연중무휴로 하루에 세 번(10:20, 12:20, 14:20) 진행된다.